# دانیله ده پاولی
دانیله ده پاولی (ایتالیایی: Daniele De Paoli؛ زادهٔ ۸ دسامبر ۱۹۷۳) دوچرخه‌سوار اهل ایتالیا است. وی در مسابقات جیرو دیتالیا شرکت کرده است.